# Salknappen (Königin-Maud-Land)
Der Salknappen (norwegisch für Sattelknauf) ist ein Nebengipfel an der Nordseite des Isingen in der Sverdrupfjella des ostantarktischen Königin-Maud-Lands.
Erste Luftaufnahmen entstanden bei der Deutschen Antarktischen Expedition (1938–1939) unter der Leitung von Alfred Ritscher. Norwegische Kartographen, die ihn auch benannten, kartierten ihn anhand von Luftaufnahmen und Vermessungen der Norwegisch-Britisch-Schwedischen Antarktisexpedition (1949–1952) sowie Luftaufnahmen der Dritten Norwegischen Antarktisexpedition (1956–1960).